# Typoskript

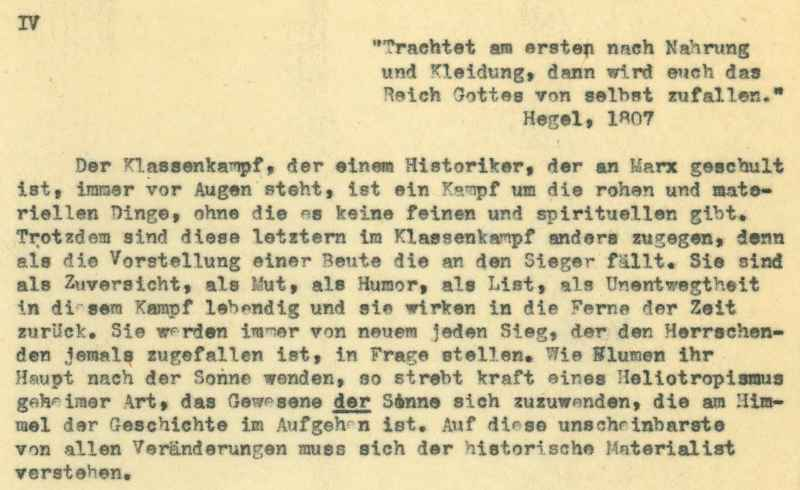
Auszug aus dem Typoskript für das Essay Über den Begriff der Geschichte von Walter Benjamin (1940)

Ein Typoskript, auch Maschinenmanuskript, ist ein von einem Autor selbst maschinell verfasster Text. Die Art der Erstellung grenzt es ab gegen das handgeschriebene Manuskript.
Ursprünglich bezog sich der Begriff auf mit der Schreibmaschine getippte Texte. Heute werden auch elektronisch mit der Textverarbeitung des Computers erstellte Texte als Typoskript bezeichnet.